# Technical Ecstasy
Technical Ecstasy címen jelent meg az angol Black Sabbath 7. nagylemeze, 1976. szeptember 25-én.

## Története
Az album nagy meglepetés volt a brit heavy metal legendától, ugyanis korántsem a Sabbath-tól megszokott stílusú album lett. Tony Iommi gitáros a Hammer World Magazin 2009. márciusi számában, arra a kérdésre, hogy miért lett a Technical Ecstasy olyan szokatlan, azt válaszolta, hogy mire nekiláttak az új albumnak, mindenféle belső viszály zilálta szét a zenekart. A stúdióban gyakorlatilag egyedül maradt, hangzásokkal és stílusokkal kísérletezett. Mindennek ellenére az albumon található dalok közül Black Sabbath-klasszikusnak számít a "Dirty Woman", és a "Rock and Roll Doctor".

## Az album dalai
Az összes dal kivétel nélkül Ozzy Osbourne, Tony Iommi, Geezer Butler és Bill Ward szerzeménye.
1. "Back Street Kids" – 3:47
2. "You Won't Change Me" – 6:42
3. "It's Alright" – 4:04
4. "Gypsy" – 5:14
5. "All Moving Parts (Stand Still)" – 5:07
6. "Rock 'n' Roll Doctor" – 3:30
7. "She's Gone" – 4:58
8. "Dirty Women" – 7:13

## Közreműködők
- Ozzy Osbourne – ének
- Tony Iommi – gitár
- Geezer Butler – basszusgitár
- Bill Ward – dob, ének a "It's Alright" című dalban.
- Gerald Woodruffe – keyboards